# Beldubi
Beldubi è una suddivisione dell'India, classificata come census town, di 8.983 abitanti, situata nel distretto di Howrah, nello stato federato del Bengala Occidentale. In base al numero di abitanti la città rientra nella classe V (da 5.000 a 9.999 persone).

## Geografia fisica
La città è situata a 22° 32' 26 N e 88° 10' 22 E.

## Società

### Evoluzione demografica
Al censimento del 2001 la popolazione di Beldubi assommava a 8.983 persone, delle quali 4.484 maschi e 4.499 femmine. I bambini di età inferiore o uguale ai sei anni assommavano a 1.257, dei quali 580 maschi e 677 femmine. Infine, coloro che erano in grado di saper almeno leggere e scrivere erano 5.608, dei quali 3.155 maschi e 2.453 femmine.